# 高山樗牛
高山樗牛（1871年2月28日—1902年12月28日）原名高山林次郎，出生于大日本帝国时期的山形县鹤冈市，毕业于东京帝国大学，日本近代知名作家。

## 生平
高山樗牛的父亲是一个藩士，幼年时他就做了伯父的养子，他的伯父在福岛县县厅就职，故而他也跟着去了福岛县，一直在福岛中学读书。
明治19年（1886年），伯父升职了，调回东京都任职，于是他也跟着来到了东京都，就读于东京英语学校。 三年学习生涯过后，他考入了仙台县的东京帝国大学预科。 后来就读于东京帝国大学，在校期间，他研读了欧洲启蒙运动以来的著名著作，以及日本近松门左卫门的作品，并且翻译了歌德的《少年维特之烦恼》，译名唤作《淮亭郎之悲哀》。
明治29年（1896年），他从东京帝国大学毕业之后，任职于东京帝国大学预科。 一年后，他主动放弃了这个职务，当了《太阳》杂志的主编和一些学校的讲师。
明治33年（1900年），文部省分配他去欧洲研究美学，因为出发前咳血而未成行。
明治35年（1902年），他获得了博士学位。 也正是该年，他因肺结核去世于神奈川县。

## 作品

### 专著
《泷口入道》

### 译著
歌德《少年维特之烦恼》译为：《淮亭郎之悲哀》

### 评论文
《论道德之理想》

《我邦现今文艺界批评家之本务》

《日本主义》

《论所谓社会小说》

《致朦胧派诗人》

《论瓦尔特·惠特曼》

《时代精神和大文学》

《历史画的本领和标题》

《论当今文坛致土井晚翠》

《关于美感的观察》

《作为文明批评家的文学者》

《论美的生活》

《日莲上人是何许人》

## 文学风格
高山樗牛一生研读欧洲启蒙运动和日本本国的作品，其思想复杂而多变，早期的他信奉浪漫主义，如作品《泷口入道》，后来又吹捧日本主义，再后来信仰尼采的个人主义。 明治30年（1897年），当他30岁的时候，他又抛弃其他信仰，专心信奉日本佛教日莲宗。